# Bieniowice (przystanek kolejowy)
Bieniowice − nieczynny kolejowy przystanek osobowy w Bieniowicach, w Polsce, w województwie dolnośląskim, w powiecie legnickim.